# Graf Dohna und seine Möwe

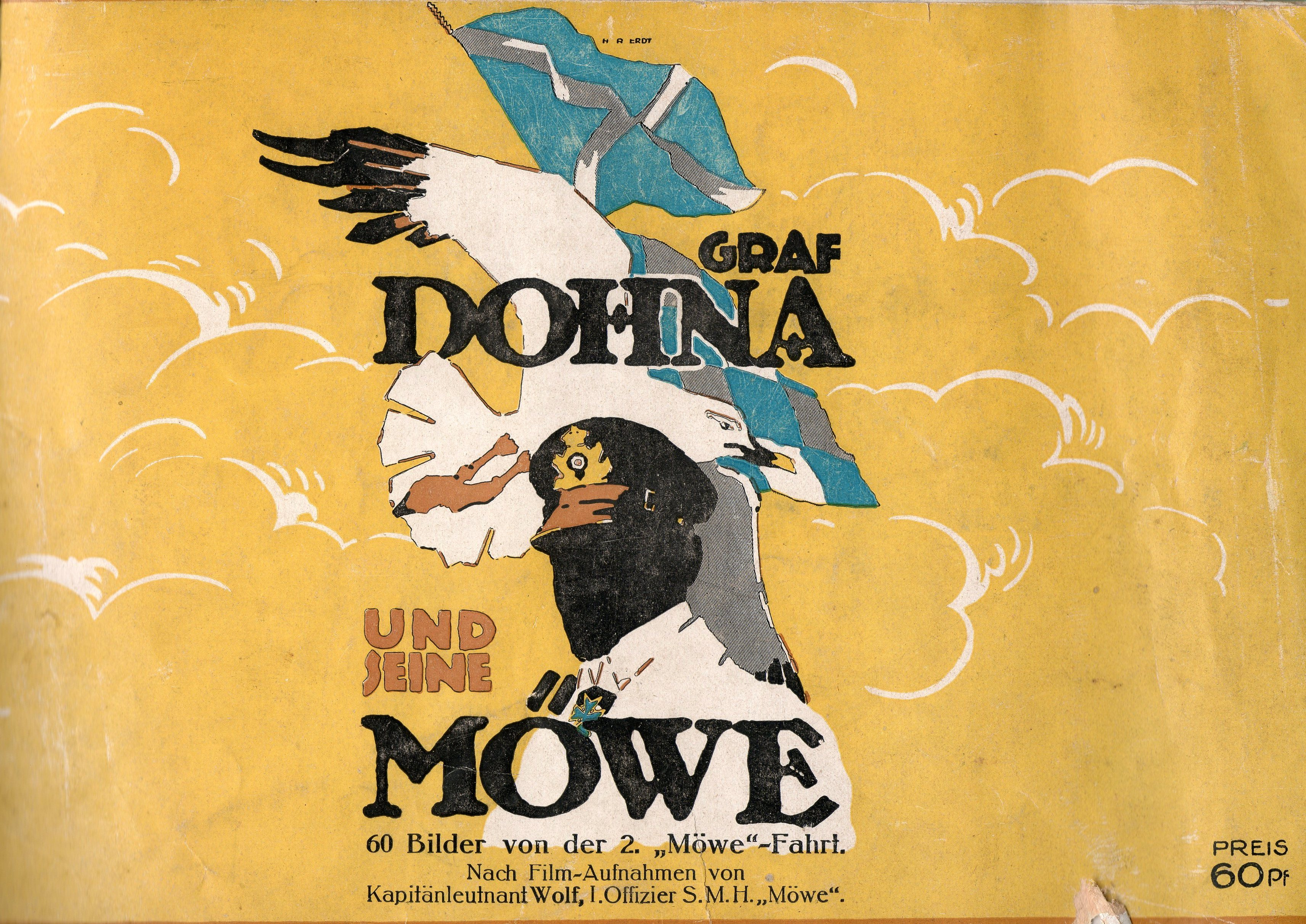
Titelbild des Fotobandes Graf Dohna und seine Möwe 1917. Sämtliche Fotos des Bandes stammen aus dem Dokumentarfilm Graf Dohna und seine Möwe.

Graf Dohna und seine Möwe ist ein deutscher Dokumentarfilm, der zu propagandistischen Zwecken vom Bild- und Filmamt BUFA von November 1916 bis März 1917 an Bord des Hilfskreuzers Möve im Atlantik gedreht wurde. Die Uraufführung fand am 2. Mai 1917 im Deutschen Opernhaus in Berlin statt.

## Handlung
Der Film dokumentiert die zweite Reise des Hilfskreuzers in den Atlantik. Gezeigt werden zahlreiche Schiffsuntergänge wie z. B. der französischen Bark Nantes, Szenen an Bord des Hilfskreuzers wie z. B. die Einschiffung von Kriegsgefangenen oder die Übernahme von Kohlen aus aufgebrachten Prisen.

## Rezeption

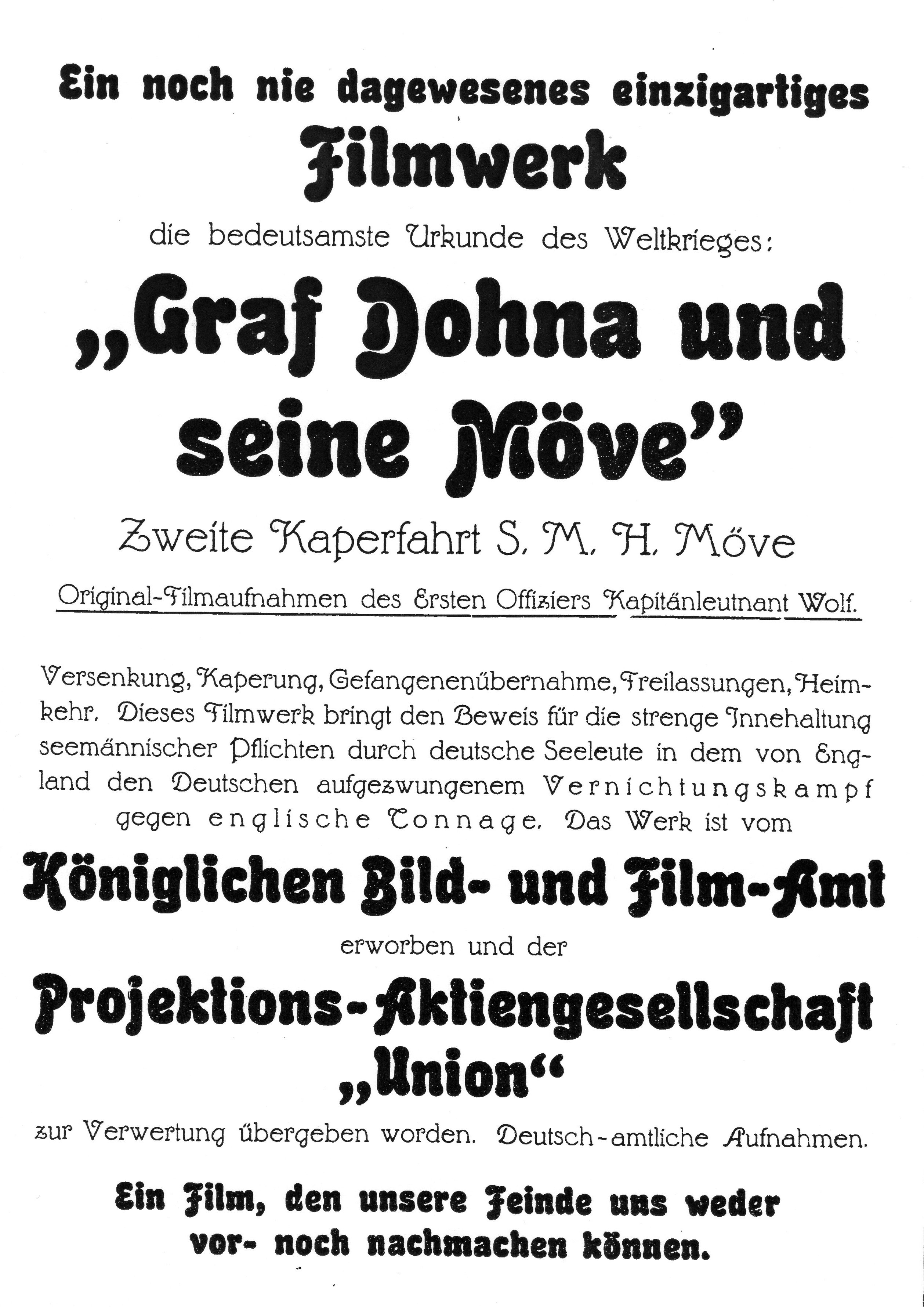
Werbeanzeige für Graf Dohna und seine Möwe aus: Der Film, 1917, Nummer 16, S. 71

Der Film wurde in Oldenburg vom Apollo-Kino ab dem 30. Mai 1917 in den Nachrichten für Stadt und Land mit ungewöhnlich großformatigen Werbeanzeigen stark beworben und vom 11. bis 21. Juni ohne weiteres Programm dreimal täglich aufgeführt. Die zeitgenössische Kritik bemängelte die Länge des Films und mangelnde Professionalität bei der Montage.

## Überlieferung
Soweit bekannt (Stand 2013) existiert in deutschen Archiven nur noch ein vierminütiges Fragment, das 1980 von Walther Hubatsch ediert wurde.